# Дамоклоиды
Дамоклоиды — небесные тела солнечной системы, имеющие орбиты, аналогичные орбитам комет по параметрам (большой эксцентриситет и наклон к плоскости эклиптики), но не проявляющие кометной активности в виде комы или кометного хвоста. Название дамоклоиды получили по имени первого представителя класса — астероида (5335) Дамокл. По состоянию на январь 2010 года был известен 41 дамоклоид. По состоянию на июнь 2019 года насчитывается 175 кандидатов в дамоклоиды.
Дамоклоиды имеют сравнительно небольшие размеры — самый большой из них, 2002 XU93, имеет диаметр 72 км, а средний диаметр составляет около 8 км. Измерения альбедо четырёх из них (0,02—0,04) показали, что дамоклоиды являются одними из самых тёмных тел солнечной системы, обладая, тем не менее, красноватым оттенком. Из-за больших эксцентриситетов их орбиты очень вытянуты, и в афелии они находятся дальше Урана (вплоть до 571,7 а. е. у 1996 PW), а в перигелии — ближе Юпитера, а иногда и Марса.
Считается, что дамоклоиды являются ядрами комет типа Галлея, зародившихся в облаке Оорта и потерявших свои летучие вещества. Эта гипотеза считается верной потому, что у достаточно многих объектов, считавшихся дамоклоидами, впоследствии обнаруживали кому и причисляли к классу комет. Другое убедительное подтверждение заключается в том, что орбиты большинства дамоклоидов сильно наклонены к плоскости эклиптики, иногда больше, чем на 90° — то есть, некоторые из них обращаются вокруг Солнца в направлении, противоположном движению больших планет, что резко отличает их от астероидов. Первое из таких тел, обнаруженное в 1999 году, было названо (20461) Диоретса — «астероид» наоборот.